# اسکار ریکو
اسکار ریکو (انگلیسی: Óscar Rico؛ زادهٔ ۵ دسامبر ۱۹۸۵) بازیکن فوتبال اهل اسپانیا است.
از باشگاه‌هایی که در آن بازی کرده‌است می‌توان به باشگاه ورزشی تنریف و باشگاه فوتبال دپورتیوو آلاوس اشاره کرد.